# International Chess Commitee of the Deaf
Het International Chess Committee of the Deaf, afgekort ICCD,  is de wereldschaakvereniging voor doven. 
De ICCD werd op 14 augustus 1949 in Kopenhagen opgericht onder de naam International Committee of Silent Chess (ICSC).  Deze naam werd op 31e het ICSC-congres in 2012 gewijzigd in International Chess Committee of the Deaf (ICCD), omdat het begrip “Silent Chess”, verwees naar doofstom wat te beperkend en verouderd was. In het Nederlands gebruikt men de termen ""schaken voor doven" en "dovenschaakclub". 
Zowel in Nederland als Vlaanderen wordt de term "Chess Committee of the Deaf" gebruikt, de Koninklijke Nederlandse Dovensportbond gebruikt daarnaast de term "werelddovenschaakbond". Doorgaans wordt de afgekorte vorm ICCD gebruikt. 
De ICCD bestaat uit 52 nationale verenigingen , waaronder de Koninklijke Nederlandse Doven Sport Bond. Daarnaast zijn er individuele leden uit niet-aangesloten landen. Zo is België enkel vertegenwoordigd door één individueel lidmaatschap.. Alleen nationale federaties zijn volwaardig lid met stemrecht.
De ICCD heeft een eigen vlag en embleem. Het motto van de organisatie is "Ad augusta per angusta".
De officiële communicatietaal is de internationale Gebarentaal en moet worden gebruikt tijdens vergaderingen, congressen en andere vergaderingen van de ICCD-lidstaten.
Het doel van de organisatie is de wereldwijde popularisering van het schaakspel onder doven, het bevorderen van hun schaakvaardigheid en daarnaast het  tot stand brengen van een nauwe internationale samenwerking tussen de dove schakers.
ICCD kan Wereldkampioenschappen, zowel voor teams als individuele schakers en continentale dovenschaakcompetities in Europa, Azië, Amerika en Afrika organiseren en hierbij toezicht en assistentie verlenen. Voor specifieke tornooien wordt een eigen ICCD-ploeg samengesteld. De kalender van alle kampioenschappen kan geraadpleegd worden op de website van de organisatie. 
Voor deelname is een gehoorverlies volgens de ANSi-standaard vereist, dit is meer dan 55db bij 500,1000 and 2000 Hertz in het beste oor. Gebruik van hoorapparaten is niet toegestaan.
De ICCD is sinds 25 april 1955 aangesloten bij Fédération Internationale des Échecs, het overkoepelende orgaan van de nationale schaakbonden.
De ICCD neemt sinds 2002 deel aan Schaakolympiades die door FIDE worden georganiseerd. In 2023 werd in samenwerking met organisaties als ICCD door FIDE de eerste fysieke "Chess Olympiad for People with Disabilities" (Schaakolympiade voor mensen met een beperking) georganiseerd, die sinds 2020 online werden gehouden. FIDE hoopt hiermee meer mensen met een beperkting bij internationale manifestaties te betrekken. 
Yehuda Grünfeld en Zlatko Klarić zijn ICCD-spelers die op de lijst van de beste FIDE-grootmeesters ooit vermeld zijn.
De Nederlander Gerrit Westerveld was één van de bezielers van de ICCD.Hij werd in 2004 tot erevoorzitter benoemd. Naar hem werd de "Gerrit Westerveld Chess Memorial in  Rotterdam vernoemd, die voor het eerst in 2019 werd georganiseerd.

## Website
- Officiële website (Engels)